# Канал (вештачки)
Канал је текуће водено тело настало вештачким путем, тј. човековим деловањем (прокопавањем или минирањем тла) ради преноса (снабдевања) водом, или ради воденог транспорта добара. У говору оба типа се називају једноставно каналима, и у већини случајева, пројектовани објекти имају серију брана и бродских преводница које креирају сегменте ниске брзине протока воде. Те области уравнотежених нивоа воде се често једноставно називају нивоима.
Бродска навигација каналима надопуњује речни саобраћај и канали деле део воде са рекама и њиховим дренажним базенима. Низијски канали са њиховим бранама и преводницама повећавају и продужавају пловне сегменте који су довољно дубоки. За разлику од тога, каналима који прелазе преко вододелнице, преко гребена (колико год да је скроман), генерално је неопходан спољашњи извор воде изнад највише коте. Многи канали су изграђени на елевацијама над долинама и другим водним путевима који прелазе далеко испод. Градовима је неопходно пуно чисте воде и многи канали са извором воде на вишем нивоу могу да испоруче воду до дестинације са недовољном количином воде. Римски аквадукти су били такви канали за водоснабдевање.
Врсте канала према пореклу:
- Канал у намени каналисања реке - Овакав канал обично прати стари речни ток. Каналисање реке је уређење њеног корита због различитих потреба (нпр. Стари и Нови Бегеј);
- Нов канал - Овакав канал изграђује се на местима где је потребно довести или одвести воду, а постојећа водна мрежа то не омогућава (нпр. Панамски канал).

Врсте канала према намени:
- Канал у намени наводњавања/одводњавања;
- Канал у намени нове саобраћајне везе (нпр. Суецки канал);
- Канал у намени обликовања простора - чест случај у градским парковима и парковима двораца;
- Канал мешовите намене (нпр. Канал Дунав—Тиса—Дунав);
- Канал-лабораторија, за испитивање и мерење параметара пловила.

## Врсте вештачких водених путева
Навигациони канали су серија канала који се простиру приближно паралелно са долином и речним коритом непроведене реке. Навигациони канали се увек налазе у сливу реке. Брод користи мирне делове саме реке, као и побољшања, прелазећи исте промене у висини.
Прави канал је канал који просеца кроз вододелницу, правећи пловни канал којим се спајају два различита слива.
Комерцијално најзначајнији канали прве половине 19. века су били мало од свега, користећи реке у дугим деловима, и канали који пресецају вододелнице омогућавајући повезивање речних сливова. Ово важи за многе канале који су још у употреби.

## Историја
Траснпортни капацитет товарних животиња и теретних кола је ограничен. Мула може да носи највише осмину тоне [250 lb (113 kg)] терета током путовања које траје данима и недељама, мада знатно више на краћа растојања у одговарајуће одморе. Да би се користила теретна кола потребни су путеви. Транспорт преко воде је знатно ефикаснији и јефтинији за велике терете. Он се користио од најранијих дана забележене историје.

### Антички канали
Најстарији познати канали су били иригациони канали, који су били изражени Месопотамији око 4000 п. н. е, у области која је данас обухваћена Ираком и Сиријом. Цивилизација долине Инда, античка Индија, (око 2600. п. н. е.) је имала софистиковани системе за иригацију и чивање воде, укључујући резервоаре изграђене код Гирнара око 3000. п. н. е. У Египту, канали датирају од времена Пепија I Мерира (који је владао у периоду 2332–2283. п. н. е.). Под његовим надзором је изграђен канал којим се заобилази плитки сегмент Нила у близини Асуана.
У античкој Кини, велики канали за речни транспорт су успостављени још у време периода зараћених држава (481–221. п. н. е.), при чему је најдужи канал тог периода Хонг Гоу (Канал дивљих гуски), који је према древном историчару Сими Ђену повезивао старе државе Сонг, Џанг , Џен, Цај, Цао, и Веј. Далеко најдужи канал је био Велики канал Кине, који је и данас најдужи канал на свету, и најдужи постојећи канал. Он је 1.794 km (1.115 mi) дугачак и изграђен је ради превоза цара Јанг Гуанга између Џуода (Пекинг) и Јуханга (Хангџоу). Пројекат је започет 605. године и завршен је 609. Знатан део рада се састојао од комбиновања старијих канала, најстарији део канала је постојао бар од 486. п. н. е. Овај канал је чак и у најужим урбаним деловима ретко ужи од 30 m.
Грчки инжењери су први користили бродске преводнице, којима су регулисали проток воде у античком Суецком каналу још у 3. веку п. н. е.
„Било је мало искуства у преносу великих терета колима, јер су теретни коњи носили само осмину тоне. На меком путу коњ би можда могао да повуче 5/8 тоне. Међутим, ако би терети били преношени баржом на пловном путу, онда би и до 30 тона могао да повлачи исти коњ.

—Историчар технологије Роналд В. Кларк описује транспортну реалност пре индустријске револуције и доба канала ..“

### Средњи век
У средњем веку, водени транспорт је био неколико пута јефтинији и бржи од копненог транспорта. Путеви изван урбаних области нису били поплочани, често су били преуски за кола, кривудали су кроз шуме, те мочварне и блатњаве области. Копнени транспорт превозом са животињском вучом је кориштен око насељених области, док су у спољашњим областима релативно непроходни путеви захтевали караване товарних животиња, обично мула за пренос терета. Док су муле могле да носе осмину тоне, били су потребни водичи и један водич не би могао да пази на више од пет мула. Водиче је требало компензовати у виду плата, преноћишта и хране. Стога је копнени транспорт терета био веома скуп. У то доба, као и данас, већи терети, посебно расута роба и сировине, могли су се транспортовати бродом далеко економичније него копненим превозом; у време индустријске револуције пре железнице, водени транспорт је био златни стандард брзог транспорта. Први вештачки канал у Западној Европи је био Карлсграбен који је изграђен на крају 8. века под личним надзором Карла Великог.
У Британији, Гластонберски канал  се сматра првим пост-римским каналом. Он је изграђен средином 10. века да се повеже река Бру код Нортовера са Гластонберском опатијом, растојање од око 1,75 km (1.900 yd). Сматра се да је његова иницијална сврха била транспорт грађевинског камена за опатију, док је касније кориштен за пренос производа, укључујући житарице, вино и рибу, са имања у околини опатије. Остао је у употреби до бар 14. века, а можда и до средине 16. века.
Трајнији и са већим економским утицајем су били канали као што је Навиљо Гранде који је изграђен између 1127 и 1257 да повеже Милано са реком Тичино. Навиљо Гранде је најважнији од ломбардских канала и најстарији је функционални канал у Европи. Касније су канали изграђени у Холандији и Фландрији ради исушивања полдера и омогућавања транспорта робе и људи.
Изградња канала је била обновљена у то доба због комерцијалне експанзије у 12. веку. Речна навигација је прогресивно побољшана применом једнокапијских, или бујичних преводница. За провођење бродова кроз њих су кориштене велике количине воде што је доводило до конфликта са власницима воденица. Да би се то кориговало уведене су базенске или коморне преводнице, у 10. веку у Кини и у Европи 1373. године у Вресвијку, Холандија. Још један важан напредак је била митре капија преводнице, за коју се претпоставља да ју је увео Бертола да Навате Италији у 16. веку. Она је омогућила већи распон капије, а исто тако је елиминисано тежинско ограничење Гиљотинских капија.
Да би се избегла ограничења узрокована речним долинама, први канали који прелазе преко вододелница су развијени са Великим кинеским каналом током периода 581–617 п. н. е, док је у Европи први канал са једном капијом био Штекницов канал у Немачкој из 1398. године

### Рани модерни период
Први канал који је користио резервоарске преводнице је био Бријарски канал којим су повезане Лоара и Сена (1642), чему је следио амбициозни Канал ди Миди (1683) који повезује Атлантик са Медитераном. Он садржи степениште са 8 преводница код Безјеа, тунел дуг 157 m и три велика аквадукта.
Изградња канала је постојано напредовала у Немачкој у 17. и 18. веку, тако да су три велике реке, Лаба, Одра и Везер биле повезане каналима. У пост-римској Британији, први канал раног модерног периода је био Ексетерски канал, који је геометарски премерен 1563, и отворен 1566.
Најстарији канал, технички воденични јаз изграђен за индустријске сврхе у Северној Америци је Матер Брук, такође познат као воденички поток, између два Бостонска насеља Дедама и Хајд парка којим се повезују више воде реке Чарлс и ушће Непонсет реке и море. Овај канал је конструисан 1639. године да би се обезбедила вода за млинове.
У Русији, Волго–балтички канал је национални систем канала којим се повезује Балтичко море и Каспијско море преко река Неве и Волге. Он је био отворен 1718. године.

### Индустријска револуција
Модерни систем канала је углавном био продукт 18. века и раног 19. века. Настао је због Индустријске револуције (која је почела у Британији током средине 18. века). Настала је потреба за економичним и поузданим начином транспорта добара и роба у великим количинама.
До раног 18. века, речна навигација као што је Ер и Колдер навигација су постајале веома софистиковане, са бродским преводницама и све дужим просецима (неки са интермедијерним капијама) да би се избегли вртложни и проблематични сегменти реке. Коначно, искуство у грађењу дугачких просека са вишеструким нивоима са њиховим сопственим преводницама је довело идеје о изградњи „чистих“ канала, водених путева дизајнираних на бази тога где роба треба да иде, а не где је река.
Захтев за први чисти канал у Великој Британији је дебатован између „Санки“ и „Бриџвотер“ присталица. Први прави канал у садашњем Уједињеном Краљевству је био Њури канал у Северној Ирској који је конструисао Томас Стирс 1741. године.
Санки брук навигација, који повезује Сент Хеленс са реком Мерзи, се често тврди да је био први модерни „чисто вештачки“ канал. Оригинално су постајали планови да се Санки поток учини пловним, међутим направљен је потпуно нови вештачки канал, који је ефективно канал дуж долине Санки потока. Међутим, присталице „Бриџвотера“ напомињу да је задњих четвт миље канала заправо продубљени поток, и да је Бриџвотер канал, који је у мањој мери повезан са реком, инспирисао даљу изградњу канала.
Средином осамнаестог века Трећи војвода Бриџвотера, који је поседовао бројне руднике угља у северној Енглеско, је желео поуздан начин транспорта угља до брзо индустријализирајућег града Манчестера. Он је упослио инжењера Џејмса Бриндлија да изгради канал за ту сврху. Бриндлијев дизајн је обухватао аквадукт којим канал прелаз преко реке Ирвел. То је било инжењерско чудо које је одмах привукло туристе. Конструкцију канала је у потпуности финансирао војвода и канал је назван Бриџвотеров канал. Отворен је 1761. године и био је први велики Британски канал.
Нови канали су се показали веома успешним. Бродове на каналу су вукли коњи идући вучним путем дуж канала. Овај систем коњске вуче се показао веома економичним и постао је стандард широм Британске каналске мреже. Комерцијални коњима вучени каналски бродови су се могли видети на Британским каналима до касних 1950-тих, мада су до тог времена бродови на дизелски погон који су вукли други брод без погона постали стандард.
Каналски бродови су могли да носе до тридесет тона уз вучу само једног коња - што је више десетоструке количине терета по коњу у поређењу са коњским колима. Због тог огромног повећања понуде, Бриџвотерски канал је умањио цену угља у Манчестеру за скоро две трећине за само годину дана након свог отварања. Бриџвотер је исто тако био огроман финансијски успех, и за само неколико година су отплаћена средства уложена у његову изградњу.
Тај успех је доказао одрживост каналског транспорта, и ускоро су индустријалисти из многих других делова земље желели канале. Након Бриџвотерског канала, ране канале је изграђивала група приватника са интерсом у побољшање комуникација. У Стафордширу познати грнчар Џосаја Веџвуд је видео прилику да довезе гомилане количине глине до врата своје фабрике и да транспортује своју крхке завршене производе до тржишта у Манчестеру, [Бирмингем]]и и даље, путем воде уз минимизовање ломљења. За само неколико година од отварања Бриџвотерског канала, настала је једна ембрионална национална мрежа канала, са изградњом канала као што су Оксфордски канал и Trent & Мерзи канал.
Нови систем канала је био узрок и последица брзе индустријализације Мидландса и севера. Период између 1770-тих и 1830-тих се често назива „златним добом“ Британских канала.
За сваки канал је био неопходан Указ парламента којим се овлашћивала изградња, и пошто су људи видели високе приходе остварене каналским дажбинама, инвеститори заинтересовани остваривањем профита од дивиденди су представљали предлоге канала једнако често као и људи чији бизнис би профитирао од јефтинијег транспорта сирових материјала и готових производа.
У даљем развоју, често су се појављивале спекулације, где би људи покушали да купе акције у новооснованој компанији, само да их продају за непосредну добит, независно од тога да ли је канал икад профитабилан, или чак изграђен. Током тог периода „каналске маније“, огромне суме су инвестиране у изградњу канала, и мада многи планови нису изродили плодом, систем канала је брзо проширен до скоро 4.000 миља (преко 6.400 km) дужине.
Многе ривалске каналске компаније су формиране и компетиција је била бесомучна. Можда је најбољи пример Вустер бар у Бирмингему, место где су Вустер и Бирмингем канал и главна линија Бирмингемског канала биле на размаку од само седам стопа. Много година је спор око наплате узроковао да су добра која су путовала кроз Бирмингем морала да се претоварају са бродова у једном каналу на бродове у другом каналу.